# デスライク・サイレンス・プロダクション
デスライク・サイレンス・プロダクション (Deathlike Silence Productions)は、ノルウェー・オスロにあったインディーズレコード・レーベル。DSPと略されることもある。1980年代後半にメイヘムのギタリスト、ユーロニモス （オイスタイン・オーシェト）によって設立された。ユーロニモスがヴァルグ・ヴィーケネスに刺殺される1993年まではユーロニモスによって経営されていたが、ユーロニモスの死後も少しの間存続した。ノルウェーのレーベル、ヴォイシズ・オヴ・ワンダー （現：ヴォイシズ・ミュージック・アンド・エンターテイメント）がディストリビュートしていた。しかし、レーベル自体は既に消滅しており、結局リリースしたのは9枚の作品のみである。ただし、中には現在再発されているCDでもデスライク・サイレンス・プロダクションのリリースとされ、規格品番もデスライク・サイレンス・プロダクションの物を用いているものがあるが、前述のようにデスライク・サイレンス・プロダクション自体は既に消滅している。規格品番は、イギリスのイヤーエイク・レコードの規格品番『MOSH』に対抗して、『ANTI-MOSH』であった。これは、ユーロニモスがアンダーグラウンド主義であったことなどが起因しているとされる。
デスライク・サイレンス (Deathlike Silence)の名前は、ソドムが1986年にリリースした1stアルバム『Obsessed by Cruelty』に収録された楽曲、『Deathlike Silence』から派生した。
当初はノルウェーのバンドとのみ契約していたが、1990年初めにはスウェーデンのバンドとも契約するようになり、1993年頃には更に広い外国のバンドとも契約するようになった。ユーロニモスは死の直前には、ギリシャのロッティング・クライスト、コロンビアのマサカー、ペルーのHadez、イスラエルのサレムとの契約を検討していた。また、レーベルが消滅する直前にはイタリアのゴシックメタルバンド、Monumentumのデビューアルバム『In Absentia Christi』のリリースも計画されていた。
日本のブラックメタルバンド、Sighは、1stアルバム『Scorn Defeat』をデスライク・サイレンス・プロダクションからリリースしている。このアルバムは非スカンディナヴィア出身バンドの作品としては、デスライク・サイレンス・プロダクションからリリースされた唯一の作品であった。

## リリースリスト
リリースは、規格品番の順には行われていない
- Anti-Mosh 001: Merciless - The Awakening - (1990)
- Anti-Mosh 002: Burzum - Burzum - (1992)
- Anti-Mosh 003: Mayhem - Deathcrush - (1993) (1987年リリースの『Deathcrush EP』の再発)
- Anti-Mosh 004: Abruptum - Obscuritatem Advoco Amplectére Me - (1993)
- Anti-Mosh 005: Burzum - Aske - (1993)
- Anti-Mosh 006: Mayhem - De Mysteriis Dom Sathanas - (1994)
- Anti-Mosh 007: Sigh - Scorn Defeat - (1993)
- Anti-Mosh 008: Enslaved - Vikingligr Veldi - (1994)
- Anti-Mosh 009: Abruptum - In Umbra Malitiae Ambulabo, In Aeternum In Triumpho Tenebraum - (1994)